# 现实主义者的乌托邦
《现实主义者的乌托邦：如何建构一个理想世界》（英語：Utopia for Realists: And How We Can Get There）是荷兰历史学家鲁特格尔·布雷格曼创作的一本书，由作者多篇文章汇编后出版。